# USS Yorktown (1839)
El primer USS Yorktown fue un buque de guerra tipo sloop-of-war, armado con 16 cañones de la Armada de los Estados Unidos.
Fue puesta en grada en 1838 en los astilleros Norfolk Navy Yard, fue botada en 1839, y dada de alta el 15 de noviembre de 1840, bajo el mando del comantante John H. Aulick.

## Historial de servicio
El USS Yorktown partió de Hampton Roads el 13 de diciembre, con rumbo al Pacífico. Tras recalar en Río de Janeiro entre el 23 de enero y el 5 de febrero de 1841, la balandra, dobló el Cabo de Hornos y arribó a Valparaíso, Chile, el 20 de marzo.
El buque, operó a lo largo de la costa del Pacífico de Sudamérica hasta el 26 de mayo, cuando partió del Callao, Perú, con rumbo a las islas del Pacífico Sur. Vigilando los intereses americanos de la industria ballenera, y el comercio, recaló en las Marquesas, la Islas de la Sociedad, Nueva Zelanda, y en las Islas Hawái. Tras completar su misión en el Pacífico sur y central, partió de Honolulu el 6 de noviembre con rumbo a la costa de México.
Yorktown arribó a Mazatlán antes de volver al sur para retomar sus operaciones, primeramente al Callao y Valparaíso; el 23 de septiembre de 1842, partió del Callao con rumbo a San Francisco, a donde llegó el 27 de octubre.
Partió de Monterey el 11 de noviembre, para llegar a Mazatlán, el 22 del mismo mes, procedente de Valparaíso. El Yorktown permaneció en este Mazatlán hasta el 2 de mayo de 1843, cuando partió hacia la costa este de los Estados Unidos. Tras doblar de Nuevo el Cabo de Hornos y recalar en Río de Janeiro, arribó a Nueva York el 5 de agosto. Seis días después, fue dado de baja.
El 7 de agosto de 1844, fue devuelto al servicio activo a las órdenes de Charles H. Bell, El USS Yorktown partió de Nueva York el 11 de octubre, con rumbo a Funchal, Madeira. Tras continuar hasta  Porto Praya, donde se unió a la escuadra de África el 27 de noviembre.
El USS Yorktown navegó a lo largo de la costa oeste africana, para intentar reducir el tráfico de esclavos. En el transcurso de sus patrullas, capturó a los buques de esclavos Pons, Panther, y Patuxent.
El 2 de mayo de 1846, el USS Yorktown, partió de Porto Praya y retornó a Boston donde entró el 29 de mayo. El 9 de junio, fue dado de baja de nuevo.
El 22 de noviembre de 1848, fue puesto por tercera vez en activo en Boston para ser desplegado de nuevo con la escuadra de África a la búsqueda de buques de esclavos. El 6 de septiembre de 1850, chocó con un arrecife en la Isla de Mayo una de las islas de Cabo Verde. Aunque el buque se partió en poco tiempo, no hubo bajas humanas en el naufragio.